# Biggs Junction
Biggs Junction è un census-designated place (CDP) degli Stati Uniti d'America, situato nello stato dell'Oregon, nella contea di Sherman.